# Knooppunt Aalborg Nord
Knooppunt Aalborg Nord (Deens: Motorvejskryds Aalborg Nord) is een knooppunt in Denemarken tussen de Nordjyske Motorvej richting Aarhus en Frederikshavn en de Kridtsvinget richting het centrum van Aalborg. Het knooppunt is genoemd naar de stad Aalborg, waar het knooppunt ligt.
Het knooppunt is uitgevoerd als een splitsing. Alleen vanaf de Limfjordstunnel zijn alle richtingen mogelijk. 
| Aansluitende wegen                    | Aansluitende wegen | Aansluitende wegen | Aansluitende wegen | Aansluitende wegen |
| ------------------------------------- | ------------------ | ------------------ | ------------------ | ------------------ |
| richting Frederikshavn                |                    |                    |                    |                    |
|                                       |                    |                    |                    |                    |
| Kridtsvinget richting Aalborg Centrum |                    |                    |                    |                    |
|                                       |                    |                    |                    |                    |
|                                       |                    | richting Aarhus    |                    |                    |

Aalborg Centrum · Aalborg Nord · Aalborg Syd · Århus Nord · Århus Syd · Århus Vest · Avedøre · Ballerup · Brøndby · Fredericia · Gladsaxe · Herning · Herning Syd · Ishøj · Kliplev · Køge Vest · Kolding · Kolding Vest · Kongens Lyngby · Nørresundby Centrum · Odense · Rødovre · Skærup · Taastrup · Vallensbæk · Vendsyssel